# Jérôme Enrico
Jérôme Enrico (* 1. Januar 1953) ist ein französischer Filmregisseur.

## Leben
Jérôme Enrico ist der Sohn von Robert Enrico. Zurzeit arbeitet er an der École supérieure d'études cinématographiques.

## Filmografie (Auswahl)

### Filmregisseur
- 1981: Le Rat noir d'Amérique
- 1989: La révolution française: Journal du film
- 1996: Échappée belle
- 1999: Vertiges
- 2001: L'origine du monde
- 2009: Seconde Chance
- 2012: Paulette
- 2015: Cerise

## Auszeichnungen
- 2012: Lisbon – French Film Festival Edition 2012 (für Paulette)[1]